# Gilles Devault
Pour les articles homonymes, voir Devault.
Gilles Devault, né le 21 avril 1948 à Sainte-Anne-de-la-Pérade et mort le 6 octobre 2024 à Trois-Rivières, est un poète, un dramaturge et un peintre québécois ayant habité Trois-Rivières. Détenteur d'une maîtrise en littérature de l'Université du Québec à Trois-Rivières, il enseigne au département de littérature et communication du Cégep de Trois-Rivières.
Il travaille comme metteur en scène et comédien au Théâtre de Face dont il est aussi le directeur pendant quinze ans, de 1976 à 1993.
Il conçoit également et met en scène de nombreux récitals de poésie dans le cadre du Festival international de la poésie de Trois-Rivières. Lui-même, comme poète, participe de nombreuses soirées et lectures de poésie.
Comme peintre, il expose ses œuvres soit en solo soit en groupe dans plusieurs galeries. Toute sa vie active est consacrée à la vie culturelle trifluvienne. Il est associé de près à la mouvance littéraire et culturelle qui s'est créée autour du café-bar Zénob.

## Biographie
Gilles Devault naît à Sainte-Anne-de-la-Pérade le 21 avril 1948. Dès son adolescence, en dilettante, il s’intéresse au théâtre et à la peinture. Pendant qu’il est étudiant en lettres à l’Université du Québec à Trois-Rivières, sa pièce de théâtre, Coupe-ficelle est jouée par des étudiants en lettres et présentée le 17 avril 1971 au Centre culturel de Trois-Rivières,. Le 4 février 1972, au Centre social du pavillon des humanités du Cégep de Trois-Rivières, il participe comme acteur à la pièce Anar de Joseph Mignolet, un anti-spectacle aux côtés de Yvon Linteau et Jean Laprise, entre autres. En novembre de la même année, il incarne un pianiste dans la pièce d’André Rousseau Pianothon pour un homme qui va mourir et il entreprend déjà sa carrière de metteur en scène avec Délire à deux d'Eugène Ionesco, une production des étudiants du Cégep de Trois-Rivières. Puis, il enchaîne avec la mise en scène de Oh les beaux jours  de Samuel Beckett, en mars 1973. Le mois suivant, la troupe du Kâlleur de l’Université du Québec à Trois-Rivières présente la deuxième pièce de Gilles Devault, Hivernel.
Il obtient sa maîtrise ès arts à l’Université du Québec à Trois-Rivières après avoir déposé son mémoire — Tombeau de Jules Supervielle — en juillet 1975.
Puis il part pour l’Abitibi-Témiscamingue où, comme comédien, il participe à des créations théâtrales. Et en avril 1976, il fait la mise en scène de Lettre au général Franco, de Fernando Arrabal, présenté à Val-d'Or dans le cadre du Festival régional de théâtre de l’Abitibi-Témiscamingue. En décembre de la même année, avec Michel Campbell — anciennement du Théâtre de l’équilibre de Drummondville — et Jacinthe Beaudry, il fonde, à Trois-Rivières, la troupe du Théâtre de Face dont il reste le directeur de 1976 à 1993. La première pièce jouée par cette troupe au pavillon Pierre-Boucher de l’Université du Québec à Trois-Rivières est Magnificat, la troisième pièce écrite par Gilles Devault.
Il part au début avril 1977 pour Sudbury, pour donner des cours à l'Université Laurentienne. Puis, de retour à Trois-Rivières, il enseigne au département de littérature et communication du Cégep de Trois-Rivières. En même temps, il travaille aussi au Théâtre de Face comme comédien ou comme metteur en scène. En tant que metteur en scène, son nom est associé à des pièces comme Le Palais des très blanches mouffettes de Reinaldo Arenas (1978), Vendredi 13 de David Goodis (1984), Sept roses pour une boulangère de Negovan Rajic (1988), Indications scéniques d’Isaraël Horovitz (1989). Il écrit une quatrième pièce : Lamento aussi jouée par le Théâtre de Face (date de publication inconnue).
Avec l’avènement du Festival international de la poésie de Trois-Rivières en 1985, il conçoit et met en scène de nombreux récitals de poésie et il continue à le faire à ce jour. Côté cinéma, il fait la mise en scène de Le Jardin des dieux, un court métrage réalisé par Carolane Saint-Pierre et Yves Brodeur, film présenté en octobre 1987 en première au Festival du cinéma international en Abitibi-Témiscamingue.
Comme écrivain et poète, dès 1993, il commence à publier aux Écrits des Forges avec Fougères cendrées. Il participe, comme récitant, au spectacle Jazz poésie : Écrits des Forges, avec entre autres, Denis Vanier, Bernard Pozier, Jean-Paul Rogues, au bar-bistro Le Saint- Paul à Montréal, en octobre 1993.
L’année 1995 est très occupée pour lui parce que, entre autres, en plus d’enseigner, il publie son recueil de poésie L'œil blanc du sommeil, prend part au spectacle du groupe 4K — un mélange de poésie, musique, théâtre, son et éclairage — et il fait partie de la chorégraphie à trois personnages Résurgences de la troupe Corpus Rhésus Danse. En 1997, il contribue comme « récitant » à la création du disque compact du groupe 4K : Ouï-dire et il publie La nuit debout sur ses cendres. L’année qui suit, il participe au spectacle Paroles émigrées de l'intérieur, aux Terrasses Saint-Sulpice, à Montréal au moment où les écrivains et poètes ainsi que le groupe 4K débarquent à Montréal, pour souligner le travail remarquable des auteurs de la Mauricie.
L’année suivante, il se lance « officiellement » dans la peinture : il fait partie des expositions collectives comme Homo volatilis, Casse- tête collectif de peintures, et il se produit aussi en solo avec Séjours, Côte jardin, Côté court. « Après deux expositions au Zénob et une autre à Nicolet, il présente en ce moment Séjours à l'Embuscade ». Il dit à ce sujet : « Avec les mots, ça prend un certain recul pour exprimer quelque chose sans être complaisant. Alors qu'avec la peinture, ça me permettait d'exprimer des choses sans avoir à subir le blocage des mots. Me servir de la couleur a contribué à me libérer beaucoup. »
Dès 2000, il participe aux soirées littéraires Textes en jeu à Trois-Rivières. Puis, avec ses poèmes originaux, il se joint à Francine Turcotte pour A perte de vue (exposition) et À même les déserts (livre d’art).
En 2002, il collabore au deuxième disque compact du groupe 4K : Ouï-dire 2. L’année d’après, il effectue, pour l'Union des écrivaines et des écrivains québécois (UNEQ), la direction artistique du spectacle Notes de vers : Fleuves et Montagnes réunissant deux écrivains et un musicien à la Maison de la culture du Plateau-Mont-Royal. L’année suivante, il récidive, toujours au même endroit, avec la deuxième version e ce spectacle qui s’appelle Notes de vers : Migrations.
En avril 2004, alors qu’un de ses très grands amis — le poète Jean Lafrenière — meurt, il est plongé dans la mise en scène de Manèges, spectacle présenté à Shawinigan et à La Tuque, avec des textes inédits de 12 poètes : « Judith Cowan, Guy Marchamps, Carl Lacharité, Éric Roberge, Pierre Labrie, Gilles Devault, Yves Boisvert, Serge Mongrain, Daniel Dargis, Patrick Boulanger, Denise Joyal et Réjean Bonenfant ».
En 2007, avec Réjean Martin et François Laneuville, Gilles Devault met sur pied la première édition du festival Théâtre Expresso, une série de spectacles qui se déroule dans des cafés de la ville de Trois-Rivières et cette série revient chaque année depuis ce jour. La même année, il signe la préface de Pas de nouvelles, pas de nouvelles : textes choisis, un recueil de poèmes publié à titre posthume de son ami et poète Jean Lafrenière (1955-2004) qui fut un des membres fondateurs du dynamique et reconnu internationalement café-bar Zénob.
En 2008, il fait paraître Par delà les barques endormies. Deux ans plus tard, il reçoit le Prix à la création artistique du Conseil des arts et des lettres du Québec et cette année-là, il participe au Symposium d’écriture, "Lieux, paysages fixés par les mots", avec d’autres écrivains comme Réjean Bonenfant, Paule Doyon, Sébastien Dulude et Dany Carpentier.
Il poursuit sa carrière de peinture en produisant des tableaux inspirés des poèmes de Jean Lafrenière, lors d’une exposition collective au café-bar Zénob, en 2014. Pour souligner le 20e anniversaire de la Journée mondiale du livre et du droit d'auteur en 2015, Gilles Devault fait la mise en scène d’un spectacle mettant en vedette les auteurs Monique Juteau, Jean Laprise, Guy Marchamps, et les artistes Renée Houle et Baptiste Prud’homme pour souligner les auteurs de la Mauricie comme Bryan Perro, Félix Leclerc, Jacques Ferron.
L’année suivante, il publie L’aube d’un long été et présente ses pastels lors de son exposition Saudade à la Galerie du Parc.
Membre de l’Union des écrivaines et des écrivains québécois, Gilles Devault est directeur de l'organisme pendant trois ans. Il meurt à Trois-Rivières le 6 octobre 2024. 

## Artiste multidisciplinaire
Comédien, metteur en scène, directeur artistique, auteur, dramaturge, poète et peintre, Gilles Devault est présent sur toutes les scènes. Pendant sa carrière, il s’est associé à la création de livres d’art tel le livre d’estampes À même les déserts de Francine Turcotte dont il signe les textes; ou alors, il a accompagné — toujours avec ses textes — des expositions d’artistes peintres comme pour Simplement l’ivresse de Réal Boisvert.
Son implication au niveau du théâtre l’a amené à dépasser le stade des pièces de théâtre déjà écrites : il a fait des adaptations de romans comme Le vertige de Kalda (1979), Pan de Kurt Hamsun (1980), Les Noronsoff  de Jean Lorrain (1982), Le Baron perché d’Italo Calvino (en association avec Claude Bonenfant) (1983). Il a créé des collages de textes tels Para no olvidar (avec des textes de Pablo Neruda et Gabriel Garcia Marquez joué par des Chiliens en exil) (1978), Frankenstein de Marie Shelley (en association avec Daniel Lamy) (1980), Orque (avec des textes de plusieurs auteurs) (1986), Vamp de Bram Stoker (1987), Naufrage (avec des textes de Clément Marchand) (1988), etc. Il a réalisé, seul ou avec d’autres, des montages multidisciplinaires comme Quelques chats brament (1994), Paroles émigrées de l'intérieur (1998), Visage à trois faces de la Mauricie (2008), etc.
Comme auteur et poète, il publie aussi des textes dans les revues littéraires et de poésie comme Le Sabord, Coïncidence, l’Exit et Feux chalins (magazine de littérature des maritimes, Université Sainte-Anne). Il assume aussi la direction artistique de nombreuses lectures publiques.

## Publications

### Mémoire de maîtrise
- 1975 : Tombeau de Jules Supervielle, Trois-Rivières : Université du Québec à Trois-Rivières (UQTR), 53 p., (OCLC 80653589)

### Pièces de théâtre
- 1971 : Coupe-ficelle, auteur(s) : Devault, Gilles, pièce jouée par les étudiants en création à l’Université du Québec à Trois-Rivières
- 1973 : Hivernel, auteur(s) : Devault, Gilles, jouée par la troupe du Kâlleur de l’Université du Québec à Trois-Rivières[6].
- 1976: Magnificat, auteur(s) : Devault, Gilles, jouée par le Théâtre de face à l’Université du Québec à Trois-Rivières[16].

Il écrit aussi une autre pièce, Lamento qui est jouée par le Théâtre de Face. Année de publication inconnue.

### Recueils de poésie
- 1993 : Fougères cendrées, auteur(s) : Devault, Gilles, Trois-Rivières : Écrits des Forges, 1993, 57 p., 21 cm,   (ISBN 2-89046-286-2).
- 1995 : L'œil blanc du sommeil, auteur(s) : Devault, Gilles, Trois-Rivières : Écrits des Forges, 1995, 52 p., 21 cm,   (ISBN 2-89046-369-9).
- 1997 : La nuit debout sur ses cendres, auteur(s) : Devault, Gilles, Trois-Rivières : Écrits des Forges, 1997, 57 p., 21 cm,   (ISBN 2-89046-424-5).
- 2008 : Par delà les barques endormies, auteur(s) : Devault, Gilles, Trois-Rivières : Éditions d'art Le Sabord, « collection Recto-Verso », 2008, 64 p., 18 cm, note(s) : poèmes,  (ISBN 978-2-922685-63-3).
- 2016 : L’aube d’un long été, auteur(s) : Devault, Gilles, Trois-Rivières : Écrits des Forges, 57 p. ; 21 cm,  (ISBN 9782896453115).
- 2023 : L’étreinte est une île, auteur(s) : Devault, Gilles, Trois-Rivières : Écrits des Forges, 70 p. ; 20,3 cm,  (ISBN 9782896454433).

### Revues, magazines
- 2009 : Départ, auteur(s) : Devault, Gilles, la revue d’art Le Sabord, Trois-Rivières, no 84,  (ISSN 1485-8800).
- 2010 : Marée noire, auteur(s) : Devault, Gilles, la revue d’art Le Sabord, Trois-Rivières, no 85,  (ISSN 1485-8800).
- 2011 : Simplement l’ivresse, auteur(s) : Devault, Gilles, la revue d’art Le Sabord, Trois-Rivières, no 87,  (ISSN 1485-8800).
- 2016 : L’étreinte est une île où s’endorment les fous, auteur(s) : Devault, Gilles, la revue d’art Le Sabord, Trois-Rivières, no 105,  (ISSN 1485-8800).

Il a publié aussi dans de nombreuses autres revues littéraires comme Coïncidence, Exit' et Feux chalins (Nouvelle-Écosse).

### Livres d’art
- 1999 : Nature morte / mémoire (1er livre), Devault, Gilles (textes originaux) ; Eneida Hernandez et al (estampes originales) Trois-Rivières : Atelier Presse Papier ; Liège : La nouvelle poupée d’encre, printemps 1999, emboîtage : illustrations (certaines en couleur) ; 36 × 20 × 10 cm ; note(s) : Tirage limité à 25 ex. num. et signés par l'auteur et les artistes ; 7 graveurs liégeois, 7 graveurs et un écrivain de Trois-Rivières (Gilles Devault) ont conçu et réalisé ce livre d'artiste,  (ISBN 2921635291),  (ISBN 9782921635295), (OCLC 45264774).
- 1999 : Nature morte, mémoire (2e livre), Devault, Gilles (textes originaux) ; Eneida Hernandez et al (estampes originales), Liège (Belgique): La nouvelle poupée d'encre, Trois-Rivières : Atelier Presse Papier, novembre 1999, 1 emboîtage : illustrations (certaines en couleur) ; 36 × 20 × 10 cm ; note(s) : Tirage limité à 25 ex. num. et signés par l'auteur et les artistes ; 7 graveurs liégeois, 7 graveurs et un écrivain de Trois-Rivières (Gilles Devault) ont conçu et réalisé ce livre d'artiste,  (ISBN 2921635291),  (ISBN 9782921635295), (OCLC 45264774).
- 2001 : À même les déserts, Devault, Gilles (textes originaux), Francine Turcotte (estampes), Pointe-du-Lac : Francine Turcotte, 2001, 1 emboîtage : illustrations ; 25 × 23 × 4 cm, Tirage limité à 10 ex. num. et signés par l'auteur et l'artiste ; reliure : Francine Turcotte, (OCLC 62430197).
- 2006 : N & B ateliers ouverts, Devault, Gilles (textes originaux) ; Alain Fleurent, Alejandra Basanes et Zhara Buali (graveurs), Trois-Rivières : Atelier Presse Papier, note(s) : tirage limité à 25 ex. num., comprend env. 210 estampes de petit format en noir et blanc et 16 textes poétiques, (OCLC 141837888 ).

### Collaborations et anthologies
Les poèmes de Gilles Devault sont parus dans plusieurs œuvres collectives et anthologies dont voici quelques titres.
- 1995 : 101 poètes en Québec, Rivière, Sylvain, Montréal : Guérin littérature, « Collection Kébéca », 1995, 441 p. ; 23 cm,  (ISBN 2-7601-3976-X).
- 1996 : La poésie au Québec - 1993, auteur(s) : collectif, Trois-Rivières : Écrits des Forges, Joliette : Cégep régional de Lanaudière à Joliette, « collection revue critique », 192 p., 15 mai 1996, note(s) : le livre comprend trois sections : Poésie québécoise ; Collectifs, anthologies et essais ; Poésie étrangère publiée au Québec   (ISBN 9782890463875).
- 2005 : D'une lettre à l'autre, auteur(s) : collectif, Trois-Rivières : Écrits des Forges, 1er janvier 2005, 68 p., : 20,5 × 20,5 × 1,0 cm,   (ISBN 2-89046-902-6).
- 2006 : Baiser vertige : prose et poésie gaies et lesbiennes au Québec, sous la direction de Nicole Brassard, Montréal : Hexagone, juin 2011, 352 p., note(s) : 101 poètes québécois dont Marie-Claire Blais, Nicole Brossard, Jean-Paul Daoust, Gilles Devault, Gérald Gaudet, Jovette Marchessault, Erín Moure ;  (ISBN 9782892953046).
- 2007 : Seminal: the anthology of Canada's gay male poets, édité par John Barton et Billeh Nickerson, Vancouver : Arsenal Pulp Press, 2007, note(s): en anglais, des années 1890 à 20007, 57 poètes de toutes les régions du Canada, incluant des poèmes de Gilles Devault, Jean-Paul Daoust, en :Edward A. Lacey, en :Andy Quant, Émile Nelligan, en :Patrick Anderson, et al.  (ISBN 9781551522173).
- 2021 : Écrits des Forges – 50 ans de poésie, Pozier Bernard, Trois-Rivières : Écrits des Forges, 2012, 262 p.,  (ISBN 978-2-89645-403-7)

### Préface
- 2007 : Pas de nouvelles, pas de nouvelles : textes choisis, Lafrenière, Jean, Trois-Rivières : Presses universitaires de Trois-Rivières, 2007, 46 pages, illustrations, 21 cm, note(s) : Jean Lafrenière a été un membre fondateur du café-bar Zénob ; Gilles Devault a écrit la préface de ce livre,  (ISBN 9782921990011).

## Peintre, création visuelle
Gilles Devault est aussi peintre et réalise des dizaines d’expositions dont de nombreuses au café-bar Zénob dont certaines sont mentionnées ci-dessous.
- 1999 : Homo volatis, exposition collective, au café-bar Zénob à Trois-Rivières, 25 avril 1999 au 23 mai 1999.
- 1999 : Séjours, une douzaine de toiles, exposition solo, à Nicolet, à l’Embuscade et au café-bar Zénob à Trois-Rivières, 26 septembre 1999 au 23 octobre 1999.
- 2000 : exposition collective au café-bar Zénob, 2 juin 1999 au 2 juillet 2000.
- 2000 : Œuvres récentes, exposition solo au Domaine seigneurial Sainte-Anne, 10 juillet 1999 au 30 juillet 2000.
- 2000 : Casse- tête collectif de peintures, exposition collective, au café-bar Zénob à Trois-Rivières, 31 juillet 1999 au 27 août 2000.
- 2001 : Œuvres récentes, exposition solo au café-bar Zénob à Trois-Rivières, 19 avril 2001 au 20 mai 2001.
- 2001 : Côté jardin, exposition solo au café-bar Zénob à Trois-Rivières, 9 décembre 2001 au 13 janvier 2002.
- 2002 : Côté court, exposition solo au café-bar Zénob à Trois-Rivières, 1er décembre 2002 au 13 janvier 2002.
- 2003 : Sud, exposition solo au café-bar Le Zénob, Trois-Rivières, 4 décembre 2003 au 15 janvier 2004.
- 2009 : Œuvres récentes, exposition solo d'œuvres, au café-bar Le Zénob, Trois-Rivières, 29 novembre 2009 au 3 janvier 2010.
- 2012 : D’huile et d’encre, exposition solo d'œuvres, au café-bar Le Zénob, Trois-Rivières, 10 décembre 2011 au 7 janvier 2012.
- 2012 : Œuvres récentes, exposition solo d'œuvres, au café-bar Le Zénob, Trois-Rivières, 15 décembre 2012 au 5 janvier 2013.
- 2013 :  Mémoire d’été, exposition solo d'œuvres, au café-bar Le Zénob, Trois-Rivières, 24 novembre 2013 au 4 janvier 2014.
- 2014 : Pas de nouvelles, pas de nouvelles, exposition collective au café-bar Zénob, un des trois peintres qui se sont inspirés des poèmes de Jean Lafrenière, 21 septembre 2014 au 25 octobre 2014.
- 2014 : Œuvres récentes, exposition solo au café-bar Zénob, 19 décembre 2014 au janvier 2015.
- 2015 : Œuvres récentes, exposition solo au café-bar Zénob, 19 décembre 2015 au 2 janvier 2016.
- 2016 : Saudade, exposition solo avec la participation du poète Mathieu Croisetière, à la Galerie du Parc, 2 octobre 2016 au 20 novembre 2016.
- 2017 : Œuvres récentes, exposition solo au café-bar Zénob, 26 novembre 2017 au 6 janvier 2018.
- 2018 : Œuvres récentes, exposition solo au café-bar Zénob, 29 juillet 2018 au 5 janvier 2019.
- 2018 : Saisons, exposition solo à la Maison et atelier Rodolphe-Duguay 29 juillet 2018 au 19 août 2018.
- 2019 : Œuvres récentes, exposition solo au café-bar Zénob, 1er décembre 2019 au 4 janvier 2020.

## Disque compact
- 1997 : Ouï-dire (groupe 4K), Trois-Rivières : Productions 4K et Les Écrits des Forges, 1997, 1 disque numérique, 12 cm, note(s) : comprend des pièces dont les textes sont publiés aux Écrits des Forges dans le livre Ouï-dire de Louis Jacob et qui sont accompagnées par les musiciens de 4K,  (ISBN 2-89046-437-7). Il y a 16 pièces et il faut cliquer sur "afficher" à droite, ci-dessous pour voir la liste des titres et leur durée.

- 2002: Ouï-dire 2 (groupe 4K), Trois-Rivières : Productions 4K et Les Écrits des Forges, 2002, 1 disque numérique, 12 cm, note(s) : comprend des pièces dont les textes sont publiés aux Écrits des Forges dans le livre Ouï-dire de Louis Jacob ; les musiciens cette fois sont André Jacob et le guitariste Jean-François Champoux ; une seule plage, durée : 54 minutes[18],  (ISBN 289046434-2).

## Prix et honneurs
- 1996 : Finaliste : Prix Gérald-Godin : catégorie littérature, pour son deuxième recueil de poésie L'œil blanc du sommeil, publié en 1995.
- 2009 : Finaliste pour le prix de littérature de la ville de Trois-Rivières et pour le prix Culture Mauricie pour son recueil : Par delà les barques endormies, en 2009,
- 2010 : Prix à la création artistique du Conseil des arts et des lettres du Québec 2010 a été remis à l'artiste Gilles Devault,